# 徐進 (嘉靖進士)
徐進（1504年—1563年），字與可，廣東省廣州府順德縣人，軍籍，治《易經》。

## 生平
正月二十九日生，行二。由國子生中式廣東鄉試第五十三名舉人，年二十九歲中式嘉靖十一年壬辰科會試第一百六十三名，第三甲第三十七名進士。觀戶部政，授鄱阳县知县，陞戶部主事，員外郎，山东司郎中，宣大管粮，二十四年三月升陕西副使，十二月给事中李文进、御史赵炳然查盘宣大二镇边饷，奏其贪污，被革职为民，止。

## 家族
曾祖徐敏；祖徐隆；父徐華；母黃氏。重慶下，妻陳氏，弟遷；迪，子楩。